# 長谷川真実
長谷川 真実（はせがわ まさみ、1984年5月9日 - ）は、東京都出身のプロボウラー。JPBA第37期生。ライセンスNo.395（2004年交付）。牧野松園ボウル所属。用品契約はABSアメリカンボウリングサービス。BS日テレで放送されている『ボウリング革命 P★League』（以下Pリーグ）でのキャッチフレーズは『マシュマロ・スマイル』。

## 来歴
高校生の時に宮城国体、高知国体に出場し、団体の部で入賞。2003年に初めてプロテストを受験するも、不合格になる。2004年に再受験して合格し、プロボウリング選手となる。
Pリーグには第3戦から参加している。最高順位は第34戦と第68戦の第3位。
2013年5月9日に入籍。

## 戦績

### 2006年
- DHCツアー第6戦 10位

### 2009年
- DHCツアー第2戦 7位

### 2011年
- 第6回MKチャリティカップ 2位
- ボウリング革命 P★League第41戦 第3位

### 2012年
- 宮崎プロアマオープン 優勝

### 2013年
- 関西オープン 2位
- 宮崎プロアマオープン 5位
- 第37回ABSジャパンオープン 3位

### 2017年
- ボウリング革命 P★League第68戦 第3位

## TV出演
- 炎の体育会TV (2012年、TBSテレビ)
- 日本列島ボウリング頂上決戦 (2012年12月、フジテレビ)